# Yo Kan
Yo Kan (Japans: 陽 韓) (Liaoning, 19 oktober 1978) is een in China als Han Yang geboren tafeltennisser die sinds 1996 uitkomt voor Japan. Hij won in 2007 achtereenvolgens de enkelspelen van het Brazilië Open en het Chili Open op de ITTF Pro Tour.  Op de wereldkampioenschappen voor landenteams in 2008 won de rechtshandige penhouder brons met de Japanse mannenploeg.
Kan behaalde in in januari 2008 zijn hoogste positie op de ITTF-wereldranglijst, toen hij (voor het eerst) 17e stond.

## Sportieve loopbaan
Kan debuteerde namens China in het internationale (senioren)circuit op de Azië Cup van 1996, waarop hij tot de kwartfinale kwam. Het was het enige toernooi waarop hij voor zijn geboorteland zou uitkomen. Hij verdween vervolgens van de sportieve radar, totdat hij in 2006 met inmiddels een Japans vlaggetje op zijn shirt opdook op de Aziatische Spelen 2006 en dat jaar tevens debuteerde op de ITTF Pro Tour. Een jaar later speelde Kan voor het eerst een wereldkampioenschap.
Kan won in 2007 zijn eerste internationale titels door zowel het  Brazilië Open als het Chili Open te winnen. In de finale van het eerstgenoemde toernooi rekende hij af met Gao Ning, in die van het daaropvolgende evenement met Tang Peng (Hong Kong).
Kan nam namens Japan deel aan de Olympische Zomerspelen 2008, waar hij tot de laatste zestien kwam in het enkelspel en met de nationale ploeg vijfde werd in het landentoernooi. Hij speelde in competitieverband voor onder meer SVS Niederösterreich en Tokyo Art. 